# Станко Кораћ
Др Станко Кораћ (Чемерница, Кордун, 28. август 1929 —  Београд 13. октобар 1994) био је књижевник и историчар књижевности. Био је један од врсних познавалаца књижевности Срба у Хрватској. Објавио је значајна дела из историје књижевности. Дуго година је био уредник и директор издавачког предузећа „Просвјета“ из Загреба.
У Београд је дошао 1991. године и бавио се проучавањем хрватске и српске књижевности, а посебно књижевним радом Срба у Хрватској.
Од 2008. године улица Нова 17. у Бусијама, приградском насељу Београда, носи име по Станку Кораћу.